# 올더숏 (영국 의회 선거구)
올더숏 (Aldershot, /ˈɔːldərˌʃɒt/)은 햄프셔주에 속한 영국 서민원의 선거구로, 2017년부터 보수당의 레오 도허티가 지역구 의원으로 있다.

## 역사
올더숏은 1918년 처음 신설된 이래 보수당 의원만 뽑히는 지역구이다.
1974년부터 2010년 총선까지 이 지역구 선거에서 2위를 차지한 정당은 자유민주당 (자유당)이었으며, 2015년과 2017년 총선에서는 노동당 후보가 2위를 차지했다.
2015년 총선 결과는 보수당이 승리한 지역구 331곳 중 과반득표수 초과율로 따져봤을 때, 123위를 차지한 텃밭 지역구로 조사되었다. 2016년 6월 EU 회원국 탈퇴 국민투표에서도 지역구 유권자의 57.9%가 유럽 연합 탈퇴에 찬성하였다. 2018년 1월 두 차례에 걸친 브렉시트 관련 법안 의회 표결에서 레오 도허티 의원도 지역구 주민들과 뜻을 같이 했다.
2017년 총선에서 하워드 의원이 은퇴를 선언하면서 레오 도허티 후보가 보수당의 새 얼굴로 공천을 받고 당선되었다. 그러나 사우스이스트잉글랜드 내 대다수 지역과 마찬가지로 노동당의 지지세가 상승하여 40% 득표율을 기록, 노동당 집권기였던 2001년 총선 이후 가장 높은 득표율을 기록하여 안심할 수 없게 되었다.

## 경계
1918–1950 : Aldershot, Farnborough 및 Fleet의 도시 지구와 Hartley Wintney의 농촌 지구.
1950–1974 : Aldershot 자치구, Farnborough 및 Fleet의 도시 지구, Hartley Wintney의 농촌 지구. 선거구 경계는 변경되지 않았다.
1974–1983 : Aldershot 자치구, Farnborough 및 Fleet의 도시 지구, Hartley Wintney의 농촌 지구에서는 Crondall, Crookham Village, Hawley 및 Yateley 교구.
1983–1997 : Rushmoor 자치구, Eversley, Frogmore 및 Darby Green, Hartley Wintney, Hawley, Whitewater, Yateley East, Yateley North 및 Yateley West의 Hart 구 와드.
1997–2010 : Rushmoor 자치구, Frogmore 및 Darby Green, Hawley, Yateley East, Yateley North 및 Yateley West의 Hart 구.
2010–현재 : Rushmoor 자치구, Blackwater 및 Hawley, Frogmore 및 Darby Green 구의 Hart 지구. 

## 지역구 정보
햄프셔주 북동부의 소도시인 올더숏과 판보로를 대표하는 지역구로, 지역 경제는 정보기술의 연구, 개발, 생산과 더불어, 판보로 공항이 있어 관련 항공업을 비롯한 경공업 분야 주요 업체, 보관유통업체, 군납품업체가 차지하고 있다. 특히 올더숏에는 영국군 기지가 있어 훈련이 이뤄진다. 안정적인 고용률과 고소득 업종을 자랑하는 지역경제 환경과 더불어, 런던 중심부까지는 35분~1시간이 소요되는 철도 교통편이 북부와 남부의 도시권역과 녹음이 우거진 드넓은 교외 권역을 이어주는 교통의 요충지이기도 하다.
올더숏에서는 노동당 지지세가 있어 시의회 의석도 일부 차지하고 있고, 특히 판버러에서도 체리우드라는 워드 지역구가 노동당이 강세를 보이는 지역으로 기록된다. 하지만 대부분의 워드 지역구는 소규모 읍내와 마을로 구성되어 보수당의 지지가 안정적이며, 창설 이래 100년 넘는 선거 내력에서 줄곧 보수당에만 표를 던졌거나, 보수당이 과반득표를 차지하는 경우가 잦다.

## 국회의원
| 선거 | 선거          | 의원               | 정당   |
| ---- | ------------- | ------------------ | ------ |
|      | 1918년        | 볼머 자작          | 보수당 |
|      | 1940년 재보궐 | 올리버 리텔튼      | 보수당 |
|      | 1954년 재보궐 | 에릭 에링턴 경     | 보수당 |
|      | 1970년        | 줄리안 크리칠리 경 | 보수당 |
|      | 1997년        | 제럴드 하워스 경   | 보수당 |
|      | 2017년        | 레오 도허티        | 보수당 |

## 선거

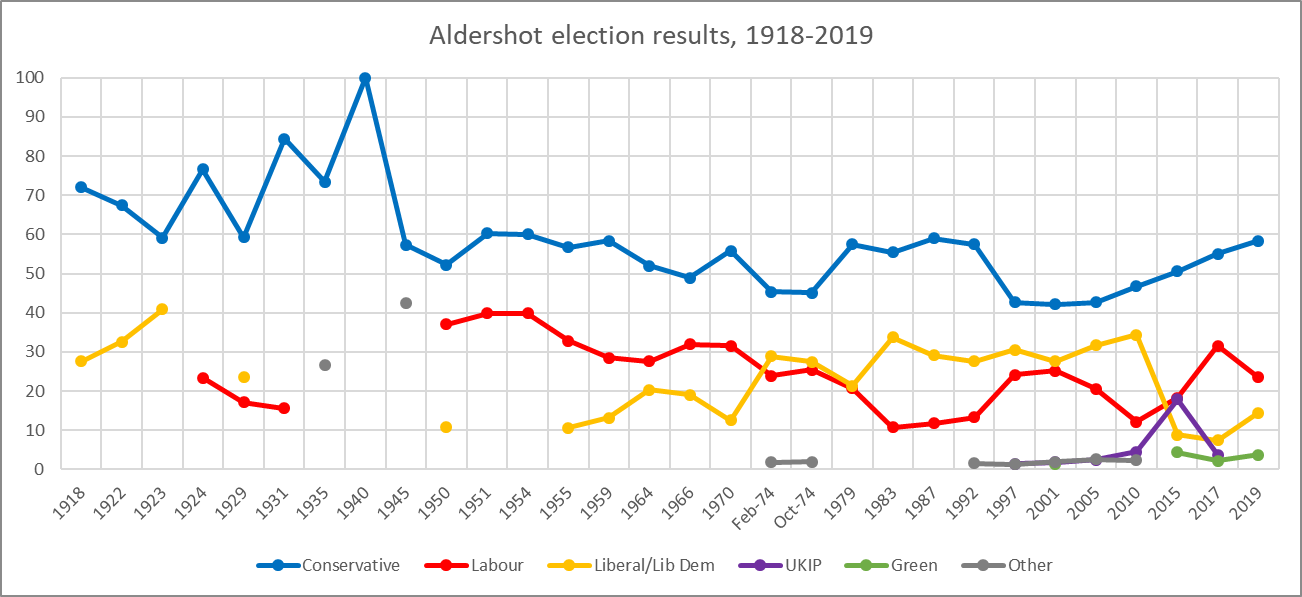
올더숏 선거 결과

| 선거                                                       | 선거 결과 | 선거 결과                                              | 후보        | 후보        | 정당   | 득표   | %    | ±%   |
| ---------------------------------------------------------- | --------- | ------------------------------------------------------ | ----------- | ----------- | ------ | ------ | ---- | ---- |
| 2019년 총선 유권자수: 72,617 투표수: 47,932 (66.0%) (+1.8) |           | 보수당 유지 과반 득표: 16,698 (34.8%) +11.3 +5.7% 선회 |             | 레오 도허티 | 보수당 | 27,980 | 58.4 | +3.3 |
| 2019년 총선 유권자수: 72,617 투표수: 47,932 (66.0%) (+1.8) |           | 보수당 유지 과반 득표: 16,698 (34.8%) +11.3 +5.7% 선회 | 하워드 케이 | 노동당      | 11,282 | 23.5   | -8.1 |      |
| 2019년 총선 유권자수: 72,617 투표수: 47,932 (66.0%) (+1.8) |           | 보수당 유지 과반 득표: 16,698 (34.8%) +11.3 +5.7% 선회 | 앨런 힐러   | 자유민주당  | 6,920  | 14.4   | +7.0 |      |
| 2019년 총선 유권자수: 72,617 투표수: 47,932 (66.0%) (+1.8) |           | 보수당 유지 과반 득표: 16,698 (34.8%) +11.3 +5.7% 선회 | 도나 월러스 | 녹색당      | 1,750  | 3.7    | +1.5 |      |

## 같이 보기
- 햄프셔주의 의회 선거구 목록

### 내용주
1. ↑  알턴선과 사우스웨스트 본선 참고.

### 참조주
1. ↑  “Electorate Figures – Boundary Commission for England”. 《2011 Electorate Figures》. Boundary Commission for England. 2011년 3월 4일. 2010년 11월 6일에 원본 문서에서 보존된 문서. 2011년 3월 13일에 확인함.
2. ↑  “Conservative Members of Parliament 2015”. 《UK Political.info》. 2017년 6월 8일에 원본 문서에서 보존된 문서. 2017년 2월 12일에 확인함.
3. ↑  “Leo Docherty MP, Aldershot”. 《TheyWorkForYou》.
4. ↑  Wards were in the interim period reformed as their primary purpose is that of local government, see wards of the United Kingdom
5. ↑  레이그 레이먼트의 연도별 국회의원 목록 (Leigh Rayment's Historical List of MPs) –  'A'로 시작하는 선거구 - part 1